# Allan Smith
Cet article possède un paronyme, voir Alan Smith (homonymie).
Allan Smith (né le 6 novembre 1992 à Glasgow) est un athlète britannique, spécialiste du saut en hauteur.

## Biographie
Il remporte la médaille de bronze du saut en hauteur lors des championnats d'Europe espoirs de 2013 où il porte son record personnel à 2,26 m.
En 2017, il termine 8e des championnats d'Europe en salle, à Belgrade.
Il améliore son record personnel lors des Jeux du Commonwealth de 2018 à Gold Coast, avec 2,27 m le 11 avril 2018.